# Budy (Brzeszcze)
Budy – peryferyjna część miasta Brzeszcze w powiecie oświęcimskim, w województwie małopolskim. Rozpościera się wzdłuż ulicy Budy nad zbiornikiem Strzelec, na północny wschód od centrum Brzeszcz, przy granicy ze wsią Rajsko, do której dawniej należała.

## Historia
Dawniej odrębna miejscowość i gmina jednostkowa w powiecie oświęcimskim. Następnie włączony do Rajska w ówczesnym powiecie bialskim. Po 1918 w Polsce, w powiecie oświęcimskim; w 1921 roku liczyły 63 mieszkańców. Po zniesieniu w 1932 roku powiatu oświęcimskiego w powiecie bialskim. W 1934 roku Budy wraz z Rajskiem weszły w skład nowo utworzonej zbiorowej gminy Oświęcim.
Podczas II wojny światowej w Budach i pobliskim Borze znajdował się  niemiecki nazistowski obóz koncentracyjny Budy, stanowiący podobóz KL Auschwitz (1942–1945). W październiku 1942 doszło do masakry w Budach, podczas której  z rąk niemieckich więźniarek funkcyjnych i wartowników SS zginęło około 90 więźniarek, w większości francuskich Żydówek.
W związku z reformą administracyją kraju jesienią 1954, Budy odłączono od Rajska i włączono wraz z Brzeszczami i Jawiszowicami do nowo utworzonej gromady Brzeszcze. 13 listopada 1954, po pięciu tygodniach, gromadę Brzeszcze zniesiono w związku z nadaniem jej statusu osiedla, przez co Budy stały się integralną częścią Brzeszcz. 18 lipca 1962 osiedle Brzeszcze otrzymały status miasta, przez co Budy stały się obszarem miejskim.